# Kanton Lisle-sur-Tarn
Der Kanton Lisle-sur-Tarn war bis 2015 ein französischer Wahlkreis im Arrondissement Albi, im Département Tarn und in der Region Midi-Pyrénées. Hauptort war Lisle-sur-Tarn. Vertreterin im Generalrat des Départements war zuletzt von 2008 bis 2015 Maryline Lherm (parteilos). 
Der Kanton war 136,14 Quadratkilometer groß und hatte 5265 Einwohner, was einer Bevölkerungsdichte von 39 Einwohnern pro Quadratkilometer entsprach. Im Mittel lag er 176 Meter über Normalnull, zwischen 95 und 325 Meter. 

## Gemeinden
Der Kanton bestand aus drei Gemeinden:
| Gemeinde       | Einwohner Jahr | Fläche km² | Bevölkerungsdichte | Code INSEE | Postleitzahl |
| -------------- | -------------- | ---------- | ------------------ | ---------- | ------------ |
| Lisle-sur-Tarn | 4.440 (2013)   | 86,56      | 51 Einw./km²       | 81145      | 81310        |
| Parisot        | 949 (2013)     | 28,99      | 33 Einw./km²       | 81202      | 81310        |
| Peyrole        | 514 (2013)     | 20,59      | 25 Einw./km²       | 81208      | 81310        |